# Liuixalus
Genre
Liuixalus est un genre d'amphibiens de la famille des Rhacophoridae.

## Répartition
Les sept espèces de ce genre se rencontrent :
- dans le nord du Viêt Nam ;
- en République populaire de Chine au Guangxi, au Guangdong, à Hainan et à Hong Kong.

## Liste des espèces
Selon Amphibian Species of the World (23 septembre 2015) :
- Liuixalus calcarius Milto, Poyarkov, Orlov & Nguyen, 2013
- Liuixalus feii Yang, Rao & Wang, 2015
- Liuixalus hainanus (Liu & Wu, 2004)
- Liuixalus jinxiuensis Li, Mo, Jiang, Xie & Jiang, 2015
- Liuixalus ocellatus (Liu & Hu, 1973)
- Liuixalus romeri (Smith, 1953)
- Liuixalus shiwandashan Li, Mo, Jiang, Xie & Jiang, 2015

## Étymologie
Le nom de ce genre est composé à partir de Liu, en l'honneur de Cheng-chao Liu, herpétologiste chinois, et de ixalus, en référence au genre Ixalus, créé par Duméril et Bibron en 1841 et couramment utilisé dans de nombreux noms de genres de grenouilles arboricoles.

## Publication originale
- Li, Che, Bain, Zhao & Zhang, 2008 : Molecular phylogeny of Rhacophoridae (Anura): A framework of taxonomic reassignment of species within the genera Aquixalus, Chiromantis, Rhacophorus, and Philautus. Molecular phylogenetics and evolution, vol. 48, no 1, p. 302-312 (texte intégral).